# 엄마에게 애인이 생겼어요!
"엄마에게 애인이 생겼어요!"영어: Mom Has A New Boyfriend)는 1995년에 개봉한 대한민국의 로맨틱 코미디 영화이다.

## 캐스팅
- 최진실 : 은재 역
- 이경영 : 진우 역
- 정선경 : 윤수 역
- 김의성 : 창세 역
- 김정균 : 승환 역
- 주슬기 : 민아 역
- 최문수 : 진우부인 역
- 최경아 : 창세부인 역
- 방은희 : 지영 역
- 박용수 : 부장 역
- 김성찬 : 차장 역
- 김일우 : 팀장 역
- 조승희 : 작가 역
- 박승애 : 희경 역
- 홍석연 : 홀쭉이 역
- 임대호 : 뚱뚱이 역
- 김성림 : 정보실 담당 역
- 강성진 : 수영강사 역
- 강은선 : 농아소녀 역
- 유지은 : 패스트후드점원 역
- 지우석 : 은행동료 1 역
- 김연곤 : 은행동료 2 역